# Belostoma elegans
Belostoma elegans – gatunek wodnego pluskwiaka z podrzędu różnoskrzydłych i rodziny Belostomatidae.

## Taksonomia
Gatunek ten opisany został w 1871 roku przez Gustava Mayra jako Zaitha elegans.

## Opis
Ciało wydłużone, długości od 20 do 23 mm. Przestrzeń między oczami 1,2 do 1,3 razy tak szeroka jak szerokość oka złożonego. Długość głowy z przodu od oczu jest zbliżona do odległości między oczami złożonymi. Szerokość tarczki równa około połowie szerokości półpokryw. Dymorfizm płciowy przejawia się w rozmiarach ciała; samice są zazwyczaj większe od samców.

## Rozprzestrzenienie
Neotropikalny gatunek wykazany z Argentyny, Paragwaju, Urugwaju, Boliwii, Peru i brazylijskich stanów Rio Grande do Norte oraz Rio Grande do Sul.